# Mitchell R. Julis
Mitchell R. Julis es un empresario e inversor estadounidense, socio cofundador del fondo de capital inversión con sede en Los Ángeles Canyon Capital Advisors.

## Biografía
Nacido en el seno de una familia judía, Mitchell R. Julis es hijo de dos educadores: Maurice Julis y Thelma Rabinowitz Julis. Julis asistió al Woodrow Wilson School de la Universidad de Princeton, graduándose en 1977 con un B.A. magna cum laude en Relaciones Internacionales. Doctor en Economía de nuevo con magna cum laude por la Escuela de Derecho Harvard, es máster en Administración Empresarial por la Escuela de negocios Harvard. Durante sus años en Harvard, conoció e hizo amistad con Joshua S. Friedman, con el que más tarde fundaría el fondo Canyon Capital Advisors.
Mitchell ha colaborado en el Consejo consultivo del Departamento de Economía de la Universidad de Princeton. Además, Julis ha creado la Julis Foundation Preceptorship en dicha universidad de Princeton, en 2007. El centro lleva el nombre de Maurice Julis y Thelma Rabinowitz Julis en honor de sus padres, que enseñaron en Nueva York durante la década de 1970. En 2015, Mitchell hizo un regalo a Escuela de Leyes de Harvard para establecer el programa Julis-Rabinowitz en Ley judía e israelí. El director inaugural del programa fue el profesor Noah Feldman.

## Trayectoria
Trabajó durante unos meses en Los Ángeles en una de las pequeñas compañías de capital inversión que entró en bancarrota. Descontento con la experiencia, empezó a escribir artículos sobre buenas y malas prácticas en el mundo del capital inversión y los fondos de inversión. En 1982, Julis realizaba un artículo para la Los Angeles Magazine sobre gente rica en tiempos de recesión, para lo que entrevistó al inversor Henry Wilf, un empleado cualificado del banco de inversión Drexel Burnham Lambert. La conversación con Wilf convenció a Julis de que su camino era el de los fondos de inversión y no el del periodismo de investigación. Ese mismo año de 1982, Julis se unió a la compañía Wachtell, Litpton, Rosen & Katz, pero también entró en bancarrota a los pocos meses. En noviembre de 1983, Mitchell R. Julis se unió a Drexel Burnham Lambert, a través de su entrevistado Henry Wilf, que lo puso en contacto Lowell Milken, el menor de los hermanos Milken. En ese momento, Michael Milken era el CEO de Drexel Burnham Lambert. 
En 1990, Drexel Burnham Lambert presentó la protección por bancarrota en medio del colapso del mercado de bonos especulativos.

## Canyon Capital Advisors
Mitchell R. Julis y Joshua S. Friedman fundaron Canyon Capital Advisors en 1990, meses después de que Drexel Burnham Lambert hubiera entrado en bancarrota. Canyon Capital Advisors nació como un fondo multiestrategia para financiar inversiones en compañías punteras, deuda de corporaciones, administración y gestión de activos, compra de empresas en crisis y reestructuración de compañías, incluyendo el capital riesgo y las compras apalancadas. Según la revista Forbes, Mitchell R. Julis era uno de los directores de fondos de inversión mejor pagados, con un sueldo cercano en 2014 a los $150 millones de dólares. El capital administrado por Canyon Capital Advisors tuvo unos beneficios netos durante 2014 de un 18,06%.